# 米伦弗利斯
米伦弗利斯（德語：Mühlenfließ）是德国勃兰登堡州的一个市镇，隶属于波茨坦-米特尔马克县。总面积为58.71平方千米，截至2020年总人口为901人。